# Romano Tumellero
Romano Tumellero (Arcugnano, Vèneto, 2 de febrer de 1948) és un ciclista italià, que fou professional entre 1969 i 1973. En el seu palmarès destaca una victòria d'etapa al Giro d'Itàlia de 1971.

## Palmarès
- 1967 (amateur)
  - 1r al Trofeo Alcide De Gasperi
  - 1r a l'Astico-Brenta
- 1969
  - 1r a la Copa Sabatini
  - 1r al Trofeu Cougnet
- 1971
  - Vencedor d'una etapa al Giro d'Itàlia
  - Vencedor d'una etapa al Tour de Romandia

### Resultats al Giro d'Itàlia
- 1969. 78è de la classificació general
- 1970. Abandona (18a etapa)
- 1971. 48è de la classificació general. Vencedor d'una etapa
- 1972. Fora de control (4a A etapa)
- 1973. 103è de la classificació general

### Resultats al Tour de França
- 1970. 93è de la classificació general